# Juvansher
Juvansher (en persa: جوانشیر, significa león joven), también conocido por su nombre en griego Jubanjerjes fue un príncipe sasánida, brevemente rey del Imperio sasánida en una fecha imprecisa, aproximadamente entre 630 y 631. 

## Biografía
Era hijo de Cosroes II y Gordiya, la hermana de Bahram Chobin. El historiador del siglo IX Dinawari lo menciona como gobernante ante la reina sasánida Boran. 
Esto significaría que se las había arreglado para evitar la matanza de sus hermanos por parte de Kavad II (628). Sin embargo, esto sigue siendo desconocido y tampoco se han encontrado monedas de Juvansher.
Supuestamente, Juvansher llegó al trono después del asesinato de Cosroes III, quien decía ser rey en Jorasán y aparentemente era reconocido por los turcos.
Según Mirchond, después del homicidio de Sharvaraz el junio del 630, los nobles de peso pusieron en el trono a Juvān Shir (es decir el «Joven León»), hijo de Cosroes II y de «Kazdamah», la hermana-esposa de Bahram VI, y uno de los pocos hijos de Cosroes que se había podido ocultar y se había salvado de la matanza ordenada por Kavad II; «Un año después», en realidad sin duda en el mismo año, murió, y a falta de otro heredero varón, llamaron al trono a Bûrândûkht, la hija mayor de Cosroes II.
Juvansher ascendió brevemente al poder en el turbulento periodo de la Guerra civil sasánida (628-632), durante el cual se disputaron el poder unos nueve reyes, para finalmente ascender al poder Yazdegerd III (r. 632-651), quien sería el último rey sasánida de Persia.